# Lula (Geòrgia)
Lula és una població dels Estats Units a l'estat de Geòrgia. Segons el cens del 2000 tenia 1.438 habitants.

## Demografia
Segons el cens del 2000, Lula tenia 1.438 habitants, 531 habitatges, i 399 famílies. La densitat de població era de 201,2 habitants/km².
Dels 531 habitatges en un 39,5% hi vivien nens de menys de 18 anys, en un 59,5% hi vivien parelles casades, en un 12,4% dones solteres, i en un 24,7% no eren unitats familiars. En el 20,5% dels habitatges hi vivien persones soles el 10,2% de les quals corresponia a persones de 65 anys o més que vivien soles. El nombre mitjà de persones vivint en cada habitatge era de 2,71 i el nombre mitjà de persones que vivien en cada família era de 3,13.
Per edats la població es repartia de la següent manera: un 28% tenia menys de 18 anys, un 8,9% entre 18 i 24, un 31,6% entre 25 i 44, un 21,1% de 45 a 60 i un 10,4% 65 anys o més.
L'edat mediana era de 34 anys. Per cada 100 dones de 18 o més anys hi havia 89,2 homes.
La renda mediana per habitatge era de 36.741 $ i la renda mediana per família de 43.667 $. Els homes tenien una renda mediana de 30.195 $ mentre que les dones 23.750 $. La renda per capita de la població era de 15.246 $. Entorn del 7,5% de les famílies i l'11,5% de la població estaven per davall del llindar de pobresa.

## Poblacions més properes
El següent diagrama mostra les poblacions més properes.